# Sofija Gubajdulina
Sofija Asgatovna Gubajdulina, (Čistopolj, 24. oktobar 1931 — Аpen, 13. mart 2025) bila je sovjetska i evropska kompozitorka. Pripadala je generaciji kompozitora koja je stupila na sovjetsku muzičku scenu ubrzo nakon završetka Staljinove diktature, ranih 1960-ih uz Alfreda Šnitkea, Edisona Denisova, Arvo Perta i ubraja se u najznačajnije kompozitore druge polovine 20. veka. Sofija Gubajdulina bila je član nemačke i švedske akademije nauka i počasni doktor univerziteta Čikago i Jejl.

## Život i karijera
Njeno stvaralaštvo odlikuje ispoljavanje bunta protiv režima i potraga za istinom. Vođena idealom da izađe iz okvira režima i upozna svet sa druge strane „gvozdene zavese“ kao žena u profesiji kojom dominiraju muškarci, vernica u ateističkom Sovjetskom Savezu, osoba mešovitog tatarsko-ruskog porekla u uglavnom ksenofobičnom društvu, kao pripadnica nekonformističkih, partizanskih umetničkih grupa, Sofija Gubajdulina je provela nekoliko decenija boreći se protiv ugnjetavanja i stigmatizacije.

## Stvaralački opus
Kako je sovijetskom režimu oslabila moć ranih 80-tih, Sofija Gubajdulina stiče međunarodnu reputaciju zaslugom violiniste Gidona Kremera koji je premijerno izveo njen koncert za violinu Ofertorijum u Beču 1981. Premijera je doživela veliki uspeh a Kremer je nastavio sa izvođenjima njenih dela, održavajući koncerte sa vodećim orkestrima širom sveta. Koncert je zasnovan na temi iz Bahove Muzičke žrtve i predstavi paradigme stvaranja i žrtve kroz Hristovo stradanje. Uticaj elektronske muzike i tehnika improvizacije ilustrovan je neobičnom kombinacijom kontrastnih elemenata, upotrebom tradicionalnih ruskih narodnih instrumenata u solističkim i kamernim delima, kao što su De profundis za harmoniku, Et expecto - sonati za harmoniku, i In croce za violončelo i orgulje ili harmoniku. Koto, tradicionalni japanski instrument, predstavljen je u njenom delu U senci drveta (In the Shadow of the Tree, 1998), u kojem jedan solista nastupa na tri različita instrumenta - kotu, bas-kotu i čengu. Pesma sunca (Sonnengesang, 1997) za violončelo solo, posvećeno je Mstislavu Rostropoviču. Snažan uticaj tehnike improvizacije može se naći u njenoj fascinaciji udaraljkama u kojima kompozitorka neodređenu prirodu tembra udaraljki povezuje sa misticizmom: "... udaraljke imaju akustični oblak oko sebe, oblak koji se ne može analizirati. Ovi instrumenti su na granici između opipljive stvarnosti i podsvesti, jer imaju takvu akustiku. Njihove čisto fizičke karakteristike, timpani i membranofoni vibriranjem kože ulaze u onaj sloj naše svesti koji nije logičan, nalaze se na granici između svesnog i podsvesnog ". Kao što je već pomenuto, bila je zaokupljena eksperimentisanjem sa netradicionalnim metodama produkcije zvuka i neobičnim kombinacijama instrumenata.

## Nagrade i priznanja
Sofija Gubajdulina bila je članica Akademije umetnosti u Berlinu i Hamburgu i Kraljevske muzičke akademije u Stokholmu. Dobitnica je mnogih nagrada i priznanja širom sveta, između ostalih nosilac je ordena Pour le mérite. Njena stvarenja obajvile su najpoznatije diskografske kuće: Deutsche Gramophon, Phillips, Sony Classical.

## Dela

### Orkestarska dela
- Fairytale Poem, simfonijska poema za orkestar (1971)
- Revue Music, za simfonijski i džez orkestar (1976)
- Te Salutant, kapričo za veliki simfonijski orkestar (1978)
- Stimmen... Verstummen... simfonija u 12 stavova (1986)
- Pro et Contra, za veliki simfonijski orkestar (1989)
- The Unasked Answer (Antwort ohne Frage) (1989)
- Stufen (1992)
- Figures of Time (Фигуры времени), za simfonijski orkestar (1994)
- The Rider on the White Horse, za simfonijski orkestar i orgulje (2002)
- The Light of the End (Свет конца), za simfonijski orkestar (2003)
- Feast During a Plague, za simfonijski orkestar (2006)
- Der Zorn Gottes, za simfonijski orkestar (2019)

### Solistički koncerti
- Detto II, za violončelo i orkestar (1972)
- Koncert za fagot i gudače (1975)
- Introitus, za klavir i kamerni orkestar (1978)
- Offertorium (Жертвоприношение), koncert za violinu i orkestar (1980)
- Sieben Worte, za violončelo, harmoniku i gudače (1982)
- And: The Feast is in Full Procession (И: Празднество в разгаре), za violončelo i orkestar (1993)
- Muzika za flautu, gudače i udaraljke (1994)
- Impromptu, za flautu, alt-flautu, violinu i gudače (1996)
- Koncert za violu i orkestar (1996)
- The Canticle of the Sun of St Francis of Assisi, za violončelo, kamerni hor i udaraljke (1997)
- Two Paths: A Dedication to Mary and Martha, za 2 solo viole i orchestar (1998)
- Im Schatten des Baumes (В тени под деревом), za koto, bas-koto, čeng i orkestar (1998)
- Under the Sign of Scorpio (2003)
- ...The Deceitful Face of Hope and Despair, za flautu i orkestar (2005)
- In Tempus Praesens, koncert za violinu and orkestar (2007)
- Glorious Percussion, koncert za udaraljke i orkestar (2008)
- Fachwerk, za violončelo, harmoniku i gudače (2009)
- Warum? za flautu, klarinet i gudački orkestar (2014)
- Koncert za violinu, violončelo i harmoniku (2017)
- Dialog: Ich und Du, koncert za violinu i orkestar (2018)

### Vokalna i horska dela
- Phacelia, ciklus pesama za sopran i orkestar na stihove Mihaila Prišvina (1956)
- Night in Memphis, kantata za mecosopran, orkestar i muški hor (1968)
- Rubaijat, kantata za bariton i kamerni ansambl (1969)
- Roses, za sopran i klavir (1972)
- Counting Rhymes, za glas i klavir (1973)
- Hour of the Soul, na stihove Marine Cvetajeve za veliki duvački orkestar, mecosopran/kontraalt (1974), udaraljke, mecosopran i veliki orkestar (1976)
- Laudatio Pacis, oratorijum za SATB, naratora, 3 mešovita hora, veliki orkestar bez gudača (1975)
- Perception, za sopran, bariton i 7 gudačkih instrumenata (1981, 1983, 1986)
- Hommage à Marina Tsvetayeva, za hor a cappella (1984)
- Letter to the Poetess Rimma Dalo, za sopran i violončelo (1985)
- Ein Walzerpass nach Johann Strauss, za sopran i oktet, takođe u aranžmanu za klavir i gudački kvintet (1987)
- Hommage à T.S. Eliot, za sopran i oktet (1987)
- Two Songs on German Folk Poetry, za mecosopran/sopran, flautu, čembalo i violončelo (1988)
- Jauchzt vor Gott, za mešoviti hor i orgulje (1989)
- Alleluja, za mešoviti hor, dečji glas, orgulje i veliki orkestar (1990)
- Aus dem Stundenbuch, na tekst Rainer Maria Rilke za violončelo, orkestar, muški hor i ženskog naratora (1991)
- Lauda, za ATB, naratora, mešoviti hor i veliki orkestar (1991)
- Jetzt immer Schnee (Теперь всегда снега), za kamerni ansambl i kamerni hor (1993)
- Ein Engel za kontraalt i kontrabas (1994)
- Aus den Visionen der Hildegard von Bingen za kontraalt (1994)
- Galgenlieder à 3, 15 minijatura za mecosopran, udaraljke i kontrabas (1996)
- Galgenlieder à 5, 14 minijatura za mecosopran, flautu, udaraljke, harmoniku i kontrabas (1996)
- Sonnengesang, St. Francis of Assisi’s Canticle of the Sun, za violončelo, mešoviti hor i udaraljke (1997)
- Johannes-Passion, za STBB, 2 mešovita hora, orgulje i veliki orkestar (2000)
- Johannes-Ostern, za STBB, 2 mešovita hora, orgulje i veliki orkestar (2001)
- O Komm, Heiliger Geist, za sopran, bas, mešoviti hor i orkestar (2015)
- Über Liebe und Hass STBB, 2 mešovita hora i orkestar u 9 stavova (2015, 2016) i 15 stavova (2016, 2018)

### Dela za solističke instrumente
- Serenada za gitaru (1960)
- Čakona za klavir (1963)
- Sonata za klavir (1965)
- Tokata za gitaru (1969)
- Musical Toys, klavirske minijature (1969)
- Toccata-Troncata, za klavir (1971)
- Deset prelida za violončelo (1974), takođe u verziji Osam etida za kontrabas (2009)
- Invencija za klavir (1974)
- Hell und Dunkel, za orgulje (1976)
- Sonatina za flautu (1978)
- De Profundis, za harmoniku (1978)
- Et Exspecto, sonata za harmoniku (1986)
- Ritorno perpetuo, za čembalo (1997)
- Cadenza za haromoniku (2003, 2011)

### Muzika za kamerne ansamble
- Kvintet za klavir, dve violine, violu i violončelo (1957)
- Allegro Rustico, za flautu i klavir (1963)
- 5 etida za harfu, kontrabas i udaraljke (1965)
- Pantomime, za kontrabas i klavir (1966)
- Musical Toys, 14 klavirskih minijatura za decu (1969)
- Vivente - Non Vivente, za elektroniku (1970)
- Concordanza, za kamerni ansambl (1971)
- Gudački kvartet br. 1 (1971)
- Muzika za čembalo i ansambl udaraljki Marka Iljiča Pekarskog (1971, rev. 1973)
- Rumore e silenzio, za udaraljke i čembalo (1974)
- Quattro, za 2 trube i 2 trombona (1974)
- Sonata za kontrabas i klavir (1975)
- Dve balade, za 2 trube i klavir (1976)
- Dots, Lines and Zigzag za bas-klarinet i klavir (1976)
- Trio za 3 trube (1976)
- Lied ohne Worte, za trubu i klavir (1977)
- On Tatar Folk Themes, za domru i klavir (1977)
- Duo sonata za 2 fagota (1977)
- Lamento, za tubu i klavir (1977)
- Misterioso, za 7 udaraljki (1977)
- Kvartet za 4 flaute (1977)
- Detto I, sonata za orgulje i udaraljke (1978)
- Sounds of the Forest, za flautu i klavir (1978)
- Diptih, za hornu i klavir (1979)
- In Croce, za violončelo i orgulje (1979), za harmoniku i violončelo (1991)
- Jubilatio, za 4 perkusioniste (1979)
- Garten von Freuden und Traurigkeiten, za flautu, violu, harfu i naratora (1980)
- Descensio, za 3 trombona, 3 perkusioniste, harfu, čembalo i klavir (1981)
- Rejoice!, sonata za violinu i violončelo (1981)
- Swan, Crab and Pike, marš za ansambl limenih duvača i perkusije (1982)
- In the Beginning There was Rhythm, za 7 perkusionista (1984)
- Quasi hoquetus, za violu, fagot i klavir (1984)
- Gudački kvartet br. 2 (1987)
- Gudački kvartet br. 3 (1987)
- Gudački trio (1988)
- Ein Walzerpass nach Johann Strauss, za klavir i gudački kvintet, u aranžmanu za sopran i oktet (1989)
- Hörst Du uns, Luigi? Schau mal, welchen Tanz eine einfache Holzrassel für Dich vollführt (Слышишь ты нас, Луиджи? Вот танец, который танцует для тебя обыкновенная деревянная трещотка) za 6 perkusionista (1991)
- Gerade und ungerade (Чет и нечет), za 7 perkusionista i cimbalo (1991)
- Silenzio, za harmoniku, violinu i violončelo (1991)
- Tartarische Tanz, za harmoniku i 2 kontrabasa (1992)
- Dancer on a Tightrope (Der Seiltänzer), za violinu i klavirske žice (1993)
- Meditation über den Bach-Choral "Vor deinen Thron tret' ich hiermit", za čembalo, 2 violine, violu, violončelo i kontrabas (1993)
- ... Early in the Morning, Right before Waking ... za 3 bas-kota sa 17 žica i 4 kota sa 13 žica (1993)
- Gudački kvartet No. 4 (trostruki gudački kvartet, 2 snimljena kvarteta ad libitum posvećeno  Kronos kvartetu (1993)
- In Erwartung (В ожидании), za 4 saksofona i 6 perkusionista (1994)
- Aus der Visionen der Hildegard von Bingen, za solo alt (1994)
- Quaternion, za 4 violončela (1996)
- Risonanza, za 3 trube, 4 trombona, orgulje i 6 gudača (2001)
- Reflections on the theme B-A-C-H, za gudački kvartet (2002)
- Mirage: The Dancing Sun, za 8 violončela (2002)
- On the Edge of Abyss (2002)
- Verwandlung (Transformation), za trombon, 4 saksofona, violončelo, kontrabas i tam-tam (2004)
- The Lyre of Orpheus, za violonu, udaraljke i gudače (2006)
- Ravvedimento, za violončelo i 4 gitarr (2007)
  - Pentimento, aranžman za kontrabas i 3 gitare (2007)
  - Repentance, aranžman za violončelo, kontrabas i 3 gitare (2008)
- Fantasia on the Theme S–H–E–A, za dva klavira štimovana na četvrt tona (2008)
- Sotto voce, za violu, kontrabas i 2 gitare (2010/2013)
- Labyrinth, za 12 violončela (2011)
- So sei es, za violinu, kontrabas, klavir i udaraljke (2013)
- Pilgrims, za violinu, kontrabas, klavir i 2 udaraljke (2014)
- Einfaches Gebet, kratka misa za 2 čela, kontrabas, klavir i 2 udaraljke (2016)

### Aranžmani
- Le Grand Tango Astora Pijacole, za violinu i klavir (1995)